# 1634 en arts plastiques
| Années des arts plastiques : 1631 - 1632 - 1633 - 1634 - 1635 - 1636 - 1637    |
| Décennies des arts plastiques : 1600 - 1610 - 1620 - 1630 - 1640 - 1650 - 1660 |

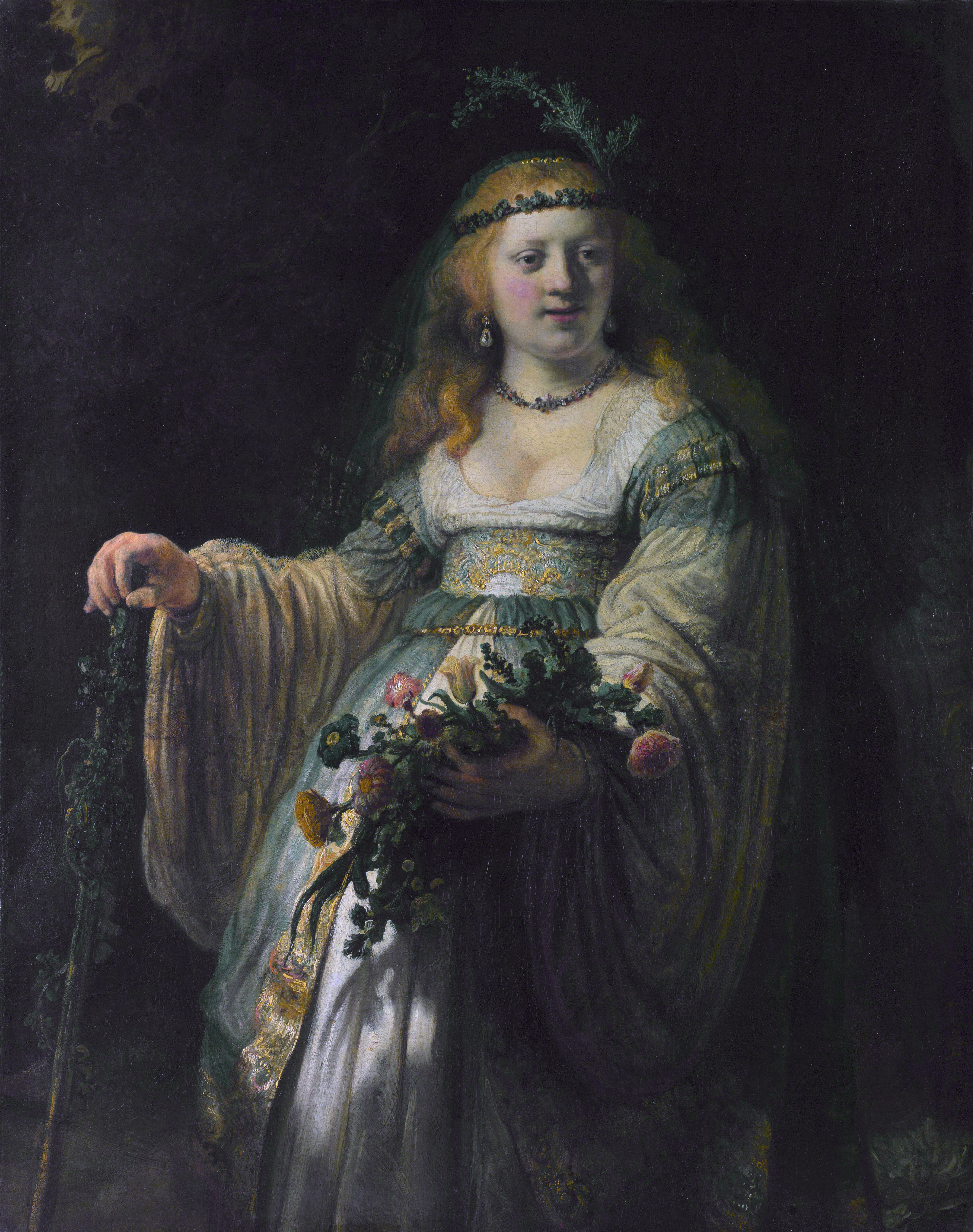
Portrait de Saskia en Flore, Rembrandt.

Cette page concerne l'année 1634 en arts plastiques.

## Œuvres
- 1634-1635 :
  - L'Enlèvement des Sabines (version du Metropolitan Museum) par Nicolas Poussin.
  - portrait de Philippe IV à cheval, de Diego Velázquez.

## Naissances
- ? janvier : Nicolas Maes,  peintre néerlandais († 24 décembre 1693),
- ? février : Jacob Ochtervelt, peintre néerlandais († 1682),
- 5 février : Dancker Danckerts, graveur et éditeur néerlandais († 8 décembre 1666),
- 12 mars : Cornelis Kick, peintre néerlandais († 12 juin 1681),
- 14 août : Adam Colonia, peintre néerlandais († 10 septembre 1685),
- 29 septembre : Giuseppe Zanatta, peintre baroque italien († 1720),
- ? octobre : Jacob Levecq, peintre néerlandais († août 1675),
- 6 novembre : Giuseppe Ghezzi, peintre baroque italien († 1721),
- ? :
  - Cornelis Brouwer, peintre néerlandais († 24 août 1681),
  - Felipe Gómez de Valencia, peintre baroque espagnol († 1679),
  - Giuseppe Maria Mitelli, peintre et graveur italien  († 8 février 1718).

## Décès
- 23 février : Ippolito Buzzi, sculpteur italien (° 2 février 1562),
- 15 mai : Hendrick Avercamp, peintre néerlandais (° 27 janvier 1585),
- 9 août : Pieter de Jode l'Ancien, graveur flamand (° 1570),
- 23 novembre : Wenceslas Cobergher, peintre, graveur, architecte, ingénieur, numismate, archéologue et financier flamand (° 1557 ou 1561).
- 15 décembre :Eugenio Cajés, peintre espagnol (° 1575),
- ? :
  - Benedetto Bandiera, peintre italien (° entre 1557  et 1560),
  - Cornelis Danckerts de Ry, architecte et sculpteur des Pays-Bas espagnols (° 1561),
  - Hans Krumpper, sculpteur, stucateur, constructeur d'autel et architecte bavarois (° vers 1570),
  - Fabrizio Santafede, peintre baroque du maniérisme tardif italien (° 1560).